# Реслманія XXX
«Реслманія XXX» — тридцяте за рахунком pay-per-view-шоу федерації професійного реслінгу WWE із серії PPV Реслманія, яке пройшло 6 квітня 2014 року на арені «Мерседес-Бенц Супердом» в Новом Орлеані (штат Луїзіана, США). Це була перша Реслманія, яка пройшла в Луїзіані.

## Створення
Реслманія XXX є найбільшим pay-per-view-шоу промоушена WWE, в якому реслери беруть участь в різноманітних фьюдах та сюжетних лініях. Реслери грають ролі лиходіїв чи героїв на рингу. Фьюди проходять таким чином, що спочатку, на рядових епізодах, обстановка загострюється, а вже на самих масштабних ресл-подіях той чи інший фьюд як правило підходить до свого логічного кінця.
Квитки на це шоу надійшли в продаж 16 листопада 2013 року. На честь цього була проведена вечірка, на якій були присутні суперзірки WWE. У перший же день було розкуплено приблизно 40 000 квитків.
На Raw від 17 лютого 2013 року стало відомо про місце проведення ювілейної Реслманії. Ним стала арена «Мерседес-Бенц Супердом», котра знаходиться в Новом Орлеані, штат Луїзіана.
21 лютого на офіційному сайті WWE було оголошено, що ведучим Реслманії ХХХ стане Легенда Залу Слави WWE Халк Хоган, який повернувся до WWE на Raw 24 лютого.
На початку березня 2014 року був представлений офіційний постер шоу. На ньому зображені Халк Хоган, Денієл Браян, Брей Ваятт, Брок Леснар, Джон Сіна, Батиста, Тріпл Ейч, Андертейкер та Ренді Ортон.
Офіційною музичною темою шоу стали треки «Celebrate» від Kid Rock, «Legacy» від Емінема та «In Time» від Марка Коллі.

## Зал Слави WWE (Клас 2014)
| Учасник               | Оголошено          | Примітки                                                                              |
| --------------------- | ------------------ | ------------------------------------------------------------------------------------- |
| Останній Воїн         | RAW 13.01.14       | Чемпіон WWF, Інтерконтинентальний чемпіон WWF                                         |
| Джейк «Змеія» Робертс | RAW 27.01.14       | Винайшов нині популярний прийом DDT                                                   |
| Літа                  | RAW 10.02.14       | Чемпіонка WWE серед жінок (4 рази)                                                    |
| Пол Бірер             | RAW 03.03.14       | Був менеджером багатьох реслерів, найбільше Андертейкера та Кейна. Введений посмертно |
| Карлос Колон          | SmackDown 14.03.14 | Зробив великий внесок у розвиток мексиканського реслінгу                              |
| Містер Ті             | RAW 17.03.14       | Брав участь в головній події Реслманії 1                                              |
| Рейзор Рамон          | RAW 24.03.14       | Інтерконтинентальний чемпіон WWF (4 рази). Був членом легендарного угрупування NWO    |

## Передісторія

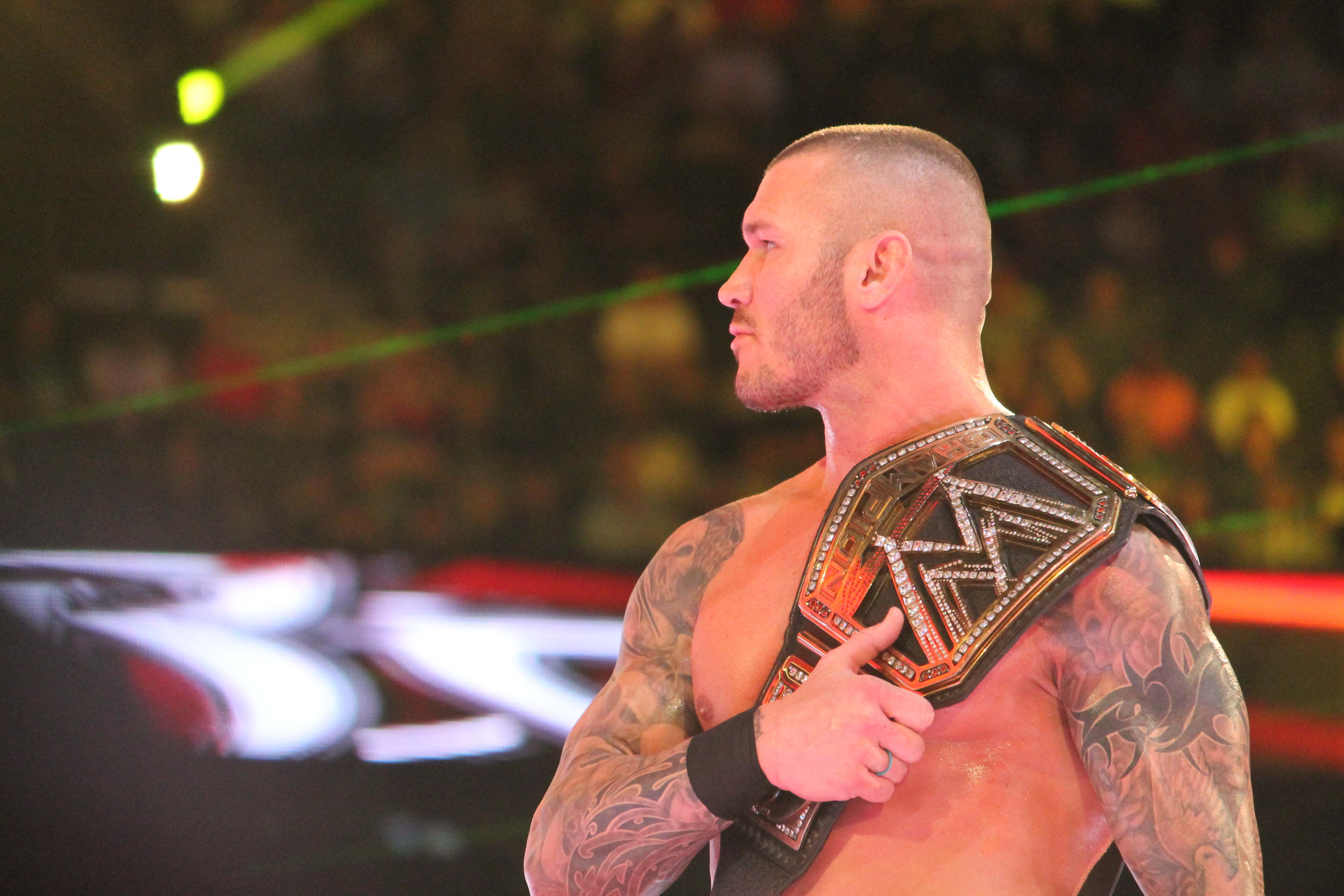
Ренді Ортон як Чемпіон світу у важкій вазі WWE.

На PPV Королівська битва Батиста переміг в однойменному матчі й заробив собі матч за чемпіонство світу у важкій вазі WWE на PPV Реслманія XXX. На PPV Elimination Chamber чемпіон світу у важкій вазі WWE Ренді Ортон захистив свій титул всередині Клітки Знищення. Після цього на офіційному сайті WWE з'явилася інформація про те, що на PPV Реслманія XXX Ортон буде захищати свій титул від Батисти. На SmackDown від 28 лютого Батиста виконав хіл-тьорн, сказавши, що він повернувся не для того, щоб подобатися всім. Далі він сказав, що справжній мужик тут він, а не Ренді Ортон, не Хоган і не Скеля. Він прийшов сюди, щоб знищити всіх кумирів Всесвіту WWE і стати чемпіоном. Відразу після цієї промови Дольф Зігглер кинув Дейву виклик, який той і прийняв. Пізніше в матчі Батиста його переміг. На Raw від 3 березня Батиста бився проти Браяна і програв після втручання Ренді Ортона. На Raw від 10 березня Браян та Біг Шоу перемогли Ортона і Батісту. На Raw від 24 березня Ренді Ортон почав підлизуватися до Стефані Макмен, після чого вийшов Батиста і став ображати Ренді й Стефані, після чого отримав ляпаса від Стефані, а Ортон отримав гарпун від Дейва. На SmackDown від 28 березня після розмови Тріпл Ейча і Батисти був призначений бій Шеймуса проти Батисти, в якому переміг Шеймус по дискваліфікації. На Raw від 31 березня Батиста бився проти Ортона, і поєдинок закінчився без результатно, так як обох атакувал Браян.

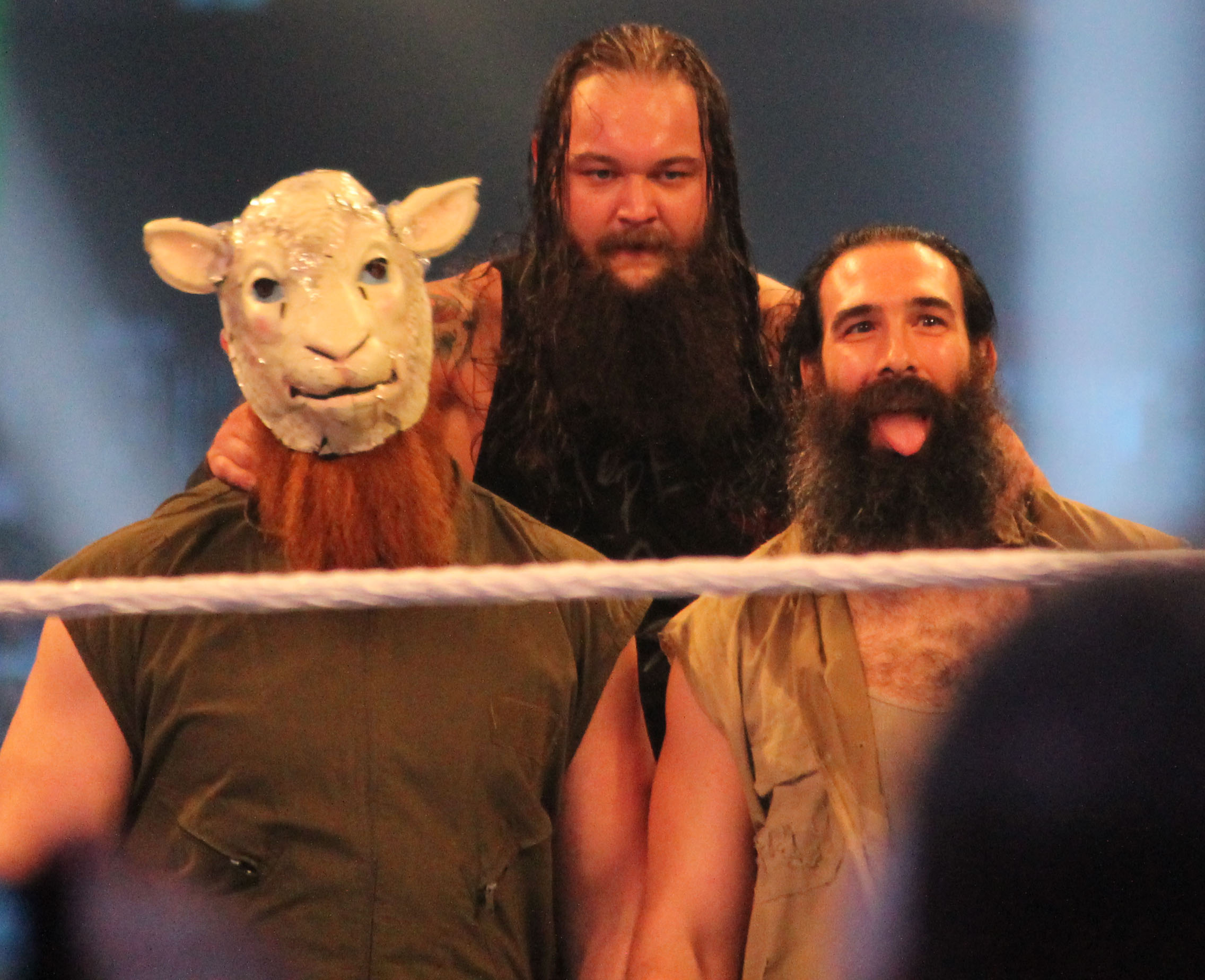
Сім'я Уаяттів дебютувала на Реслманії.

На PPV Королівській Битві Джон Сіна бився проти Ренді Ортона за титул чемпіона світу у важкій вазі WWE, і після втручання Сім'ї Уаяттів  Сіна програв. На Raw від 2 лютого Сім'я Уаяттів атакувала Сіну, Шеймуса й Денієла Браяна. На PPV Elimination Chamber Сім'я Уаяттів знову атакувала Сіну і не дала тому стати чемпіоном. На Raw від 24 лютого Сімейка в третій раз атакувала Джона, нанісши тому травму коліна. На Raw від 10 березня був офіційно призначений матч на PPV Реслманія XXX: Брей Уаятт проти Джона Сіни. На цьому ж Raw Сіна переміг Еріка Роуена. На SmackDown від 21 березня Джон Сіна переміг Люка Харпера. На Raw від 24 березня під час матчу Джона Сіни та Люка Харпера погасло світло, и коли воно увімкнулося, Сіна був прив'язаним до канатів, и на ньому була одягнена маска Сім'ї Уаяттів. На Raw від 31 березня Брей Уаятт переміг Ар-Труса і почав святкувати перемогу, але несподівано ззаду підійшов чоловік у масці, яким виявися Джон Сіна. Він атакував Сім'ю Уаяттів, провівши AA на Еріку Роуені.
На Raw від 24 лютого повернувся Андертейкер. Він прийняв виклик Брока Леснара (з Полом Хейманом), тим самим призначивши бій. На Raw від 3 березня Пол Хейман зачитав промо з приводу того, що його протистояння з Андертейкером перейшло на особистий рівень після того, як на PPV Реслманія 29 Андертейкер переміг СМ Панка. Після чого вийшов Брок і заявив, що саме він перерве стрік. На Main Event від 19 березня Андертейкер атакував Пола Хеймана. На Raw від 24 березня з'явилися друїди і викотили труну. Брок Леснар, відкривши його, нікого там не побачив, але через деякий час із труни з'явився Андертейкер, після чого Андертейкер атакував Леснара. На Raw від 31 березня Брок Леснар атакував Андертейкера і провів йому F5.

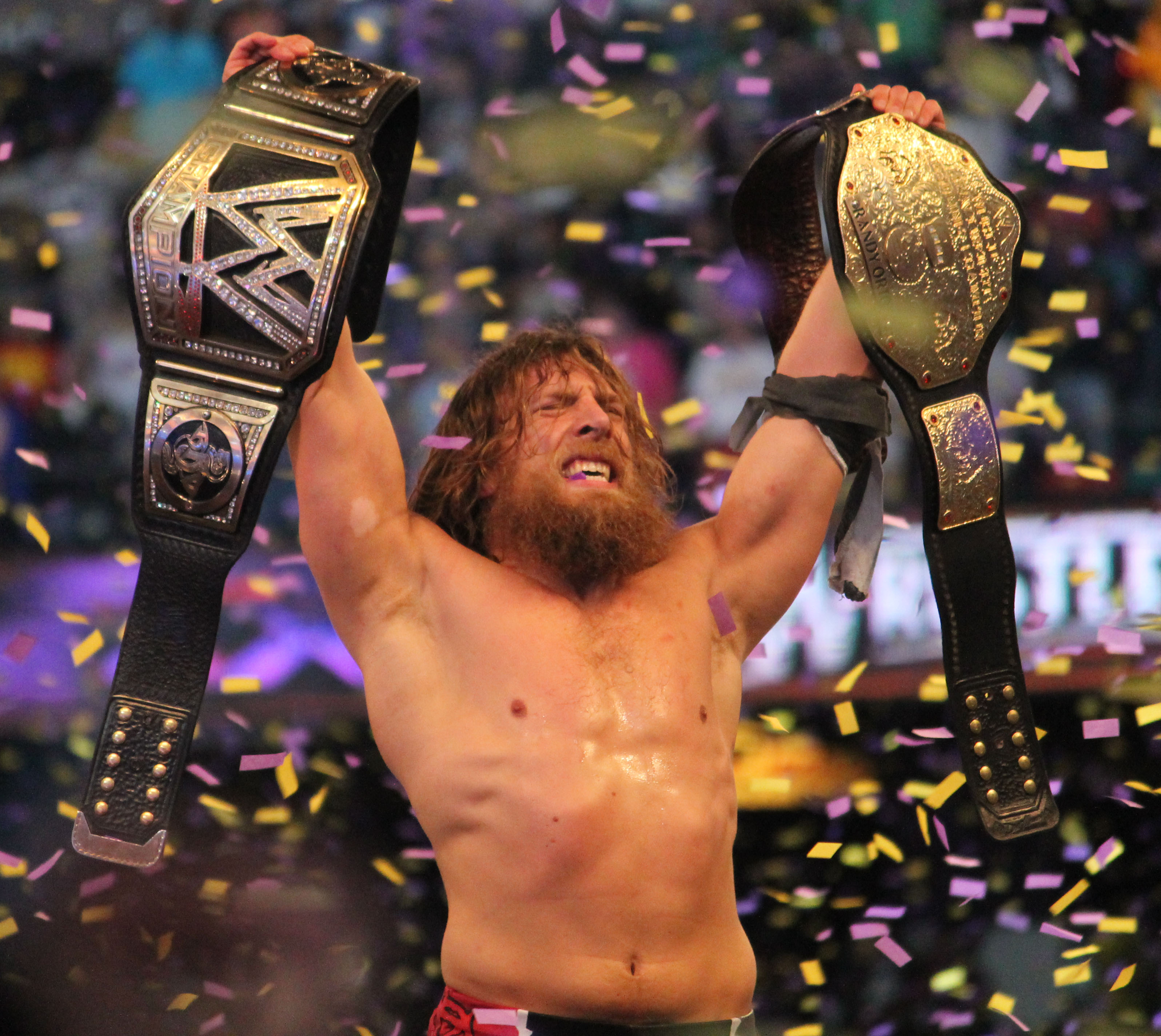
Денієл Браян переміг Ренді Ортона й Батісту і став новим Чемпіоном світу у важкій вазі WWE.

Фьюд Дениєла Браяна проти Тріпл Ейча почався із PPV SummerSlam, де Денієл Браян переміг Джона Сіну й став новим чемпіоном WWE. Після поєдинку всі потиснули один одному руки, але потім вийшов «Містер Гроші в Банку» Ренді Ортон, і після того, як Тріпл Ейч виконав на Браяні Педігрі, закешив свою валізку, ставши новим чемпіоном і, таким чином, Тріпл Ейч та Ортон здійснили хіл-тьорн. На PPV Night of Champions Браян переміг Ортона і став новим чемпіоном WWE. Однак на Raw від 16 вересня Тріпл Ейч позбавив Браяна титулу, вважаючи, що рефері дуже швидко відрахував утримання, але він також не повернув титул назад Ортону. На PPV Hell in a Cell Тріпл Ейч втрутився в двобій між Ортоном і Браяном. Він відволік суддю Шона Майклза, після чого Браян атакував Тріпл Ейча, але отримав Sweet Chin Music від Шона. На PPV Elimination Chamber в Клітці Знищення Браян залишився один на один з Ортоном, але після втручання Кейна програв Ренді. На Raw від 24 лютого зав'язалася перепалка між Тріпл Ейчем з Стефані Макмен і Денієлом Браяном, у зв'язку з чим Браян запропонував Тріпл Ейчу зустрітися на PPV Реслманія XXX, але отримав відмову і було назначено матч проти Кейна. На Raw від 10 березня Браян окупував арену з прихильниками руху YES і вимагав бою проти Тріпл Ейча на PPV Реслманія XXX, на що той був змушений погодитися. Було поставлено умову, що якщо Браян виграє, то він того ж вечора б'ється в матчі проти Ренді Ортона проти Батисти за титул чемпіона світу у важкій вазі WWE. На Raw від 17 березня цю умову було змінено — переможець цього матчу буде битися в головній події PPV Реслманія XXX, незалежно від того, виграє Браян чи Тріпл Ейч. На Raw від 31 березня під час матчу Ортон проти Батисти Браян атакував Тріпл Ейча, який коментував цей матч, після чого Браян атакував Батисту й Ортона.
На Raw від 10 березня ведучий PPV Реслманія XXX Халк Хоган заявив, що на шоу відбудеться Королівська битва із 31 чоловік в пам'ять про Андре Гіганта. Переможець отримає трофей, який буде тримати до наступної Реслманії.
На SmackDown від 14 березня Кейн попросив Щит (Дін Емброус, Роман Рейнс і Сет Роллінс) стояти біля рингу під час його матчу проти Біг Шоу, але вони відмовили йому. Щит все-таки вийшли в рингсайд під час цього матчу, однак вони перешкодили Кейну перемогти. На Raw від 17 березня «Пси Справедливості» напали на Червоного Монстра і провели йому Потрійну Пауербомбу. На SmackDown від 21 березня Кейн напав за рингом на Романа Рейнса, після чого йому на допомогу прибігли Ізгої Нового Століття (Дорожній Пес і Біллі Ганн), а Справжні Американці (Джек Сваггер і Антоніо Сезаро), Райбек і Кертіс Аксель стали бити Діна Емброуса і Сета Роллінса на рингу. На Raw від 24 березня був офіційно призначений матч на PPV Реслманії XXX між Щитом та Кейном з Ізгоями Нового Століття.
На Raw від 24 березня генеральний менеджер арени SmackDown Вікі Герреро назвала Ей Джей Лі «сучкой» і оголосила, що на PPV Реслманія XXX відбудеться 14-сторонній жіночий матч за титул чемпіонки Дів, і він буде мати назву «Запрошення Вікі Герреро».
На Raw від 17 березня Справжні Американці (Джек Сваггер і Антоніо Сезаро) перемогли командних чемпіонів WWE Братів Усо (Джиммі й Джей). Після чого їх менеджер Зеб Кольтер зажадав ще один матч, але вже за командні титули. На SmackDown від 21 березня відбувся чотирьохсторонній командний матч між Справжніми Американцями, 3МВ (Дрю Макінтайр і Джіндер Махал), Щитом (Сет Роллінс і Дін Емброус) і РайбАксель Рулс (Райбек і Кьортіс Аксель). Матч закінчився без результатів, оскільки на Щит напав Кейн, і хілли теж почали бити їх. На Raw від 24 березня Щит в тому ж складі перемогли Справжніх Американців і стали претендентами № 1 на командні титули. Але оскільки Щит на PPV Реслманії XXX повинні битися проти Кейна та Ізгоїв Нового Століття, був призначений чотирьохсторонній командний матч між чемпіонами Братами Усо, Los Matadores (Діего і Фернандо), РайбАксель і Справжніми Американцями.

## Матчі
| №                                 | Матч | Тип матчу | Тривалість |
| --------------------------------- | --- | --- | ---------- |
| Kickoff                           | Брати Усо (Джиммі й Джей) (с) перемогли Справжніх Американців (Джека Сваггера і Сезаро), Лос Матадорес (Діего і Фернандо) і РайбАксель (Кертіс Акселя і Райбека) | Чотирьохсторонній командний матч за титул командних чемпіонів WWE                                                      | 16:02      |
| 1                                 | Денієл Браян переміг Тріпл Ейча | Одиночний матч. Переможець стане третім учасником матчу за титул чемпіона світу у важкій вазі WWE в головній події шоу | 25:56      |
| 2                                 | Щит (Дін Емброус, Сет Роллінс і Роман Рейнс) перемогли Кейна та Ізгоїв Нового Століття (Дорожній Пес і Біллі Ганн) | Командний матч 3x3 | 3:00       |
| 3                                 | Сезаро переміг Йосі Тацу, Бреда Меддокса, Бродуса Клея, Великого Калі, Зака Райдера, Деррена Янга, Дрю Макінтайра, Джіндера Махала, Хіта Слейтера, Марка Генрі, Тайтуса О'Ніла, Міза, Сантіно Мареллу, Ксавьє Вудса, Деміена Сендоу, Джастіна Гебриела, Девіда Отунга, Біг І, Фанданго, Тайсона Кідда, Ар-Труса, Сін Кару, Голдаста, Коді Роудса, Рея Містеріо, Кофі Кінгстона, Дольфа Зігглера, Альберто Дель Ріо, Шеймуса і Біг Шоу | Королівська битва із 31-го реслера за меморіальний трофей в честь Андре Гіганта                                        | 12:47      |
| 4                                 | Джон Сіна переміг Брея Ваятта (c Люком Харпером і Еріком Роуеном) | Одиночний матч | 23:00      |
| 5                                 | Брок Леснар (с Полом Хейманом) переміг Андертейкера | Одиночний матч | 25:25      |
| 6                                 | Ей Джей Лі (с) перемогла Лейлу, Кемерон, Наомі, Брі Беллу, Ніккі Беллу, Наталью, Аксану, Єву Марі, Таміну Снуку, Розу Мендез, Саммер Рей, Алішу Фокс і Емму | 14-сторонній жіночий матч за титул чемпіонки Дів                                                                       | 6:50       |
| 7                                 | Денієл Браян переміг Ренді Ортона (с) і Батисту | Тристоронній матч за титул чемпіона світу у важкій вазі WWE                                                            | 23:23      |
| (c) — чемпіон на момент поєдинку. | | |            |